# Посольство Пакистана в США
Посольство Пакистана в Вашингтоне — главная дипломатическая миссия Исламской Республики Пакистан в США, расположена на северо-западе Вашингтона на Интернешнл-курт, 3517 в районе Кливленд-парк.
Кроме посольства Пакистан имеет на территории США генеральные консульства в Нью-Йорке, Лос-Анджелесе, Чикаго и Хьюстоне, а также почётное консульство в Бостоне.
Посол Пакистана в США: Шерри Рехман (с ноября 2011 года).

## Аккредитация
Посольство представляет интересы Пакистана на Ямайке.

## Здание посольства
Здание посольство частично копирует архитектуру исторического здания павильона Наулакха в Лахоре.